# Taizonia loebli
Taizonia loebli es una especie de insecto coleóptero de la familia Chrysomelidae.
Fue descrita científicamente en 1991 por Doberl.